# Gliptografía
Gliptografía es una disciplina surgida a finales del XX que estudia los signos grabados en la piedra, signos lapidarios, marcas de cantero, ideogramas, grafitis, etc., como expresión de la cultura medieval, aplicando las recomendaciones del método científico desde un punto de vista alejado de la magia, esoterismo y apreciaciones similares.
El análisis de las marcas de cantero se está utilizando cada vez con mayor frecuencia en la datación de edificios históricos, complementando otras técnicas de investigación arqueológica, como el uso de las UEM promovidas por Harris, publicaciones bibliográficas, etc.. Como ejemplo, entre otros:

...la necesidad de utilizar como argumento para la investigación, las permanencias físicas (paramentos, sillares, marcas de cantero) llegadas hasta nosotros ...

...para situar la finalización de los trabajos del cimborrio ha de recurrirse a las marcas de cantero ...
Pedrero Encabo, C. I., pág 270 y 207.

Su objetivo es disponer de un método estándar y reproducible que facilite la observación y automatice la descripción y análisis de las realizaciones de los constructores medievales y como fin último su datación; para ello, recomienda obtener el catálogo e informes de los signos presentes en un edificio basados en un sistema metrológico y un módulo de proporciones morfológicas que establezcan la tipología y los cánones comunes al conjunto de los signos identificados.

## Metodología
La gliptografía utiliza criterios y técnicas estructurados para identificar, clasificar y analizar los signos lapidarios considerando su tipología, morfología y simbolismo.
El método de estudio puede agruparse en tres fases:
- Toma de datos
- Clasificación
- Análisis

### TOMA DE DATOS

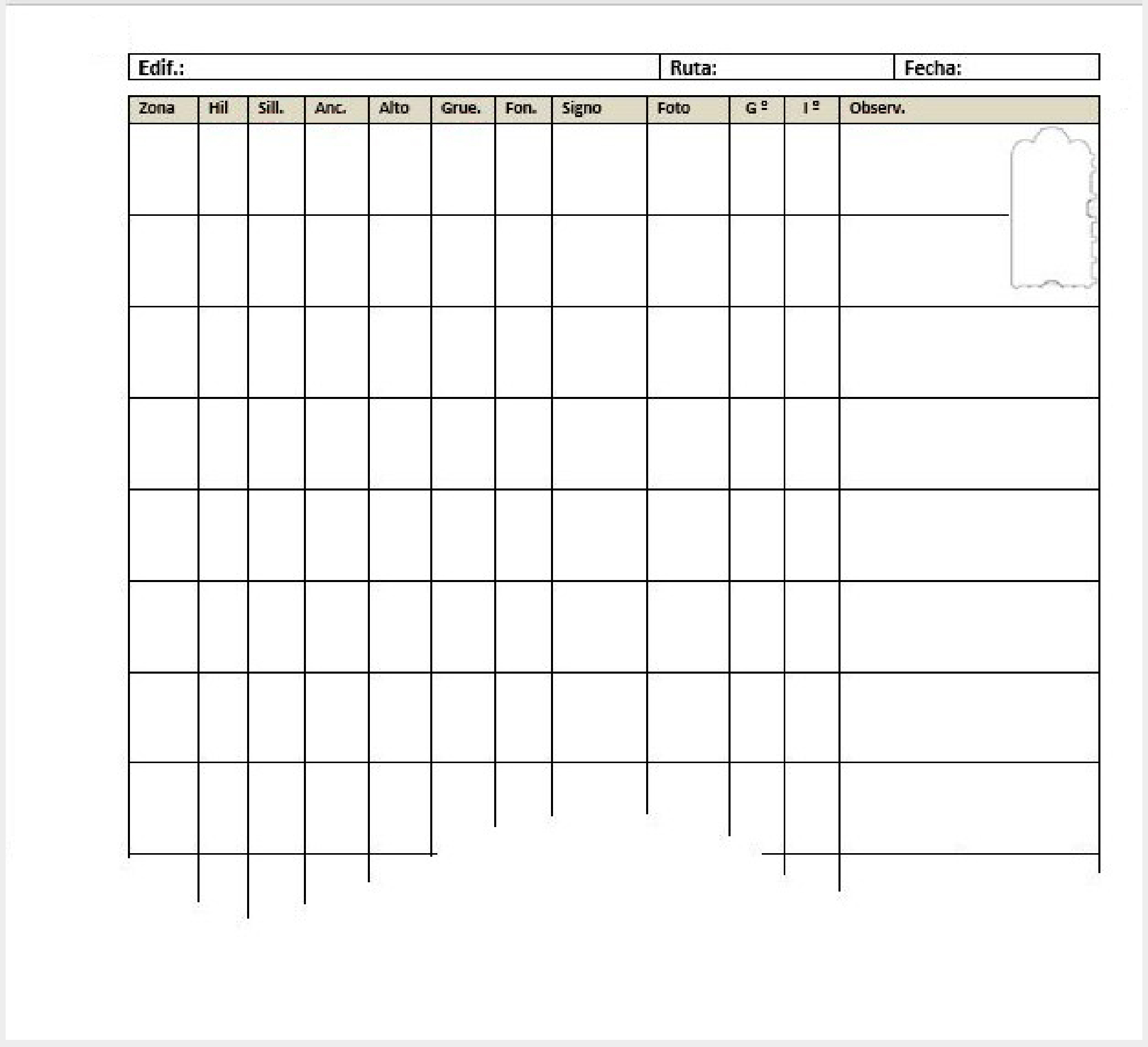
Ejemplo de Plantilla de toma de datos y trabajo de campo.

Conocido popularmente como trabajo de campo, es el paso más inmediato y familiar para los interesados en los signos lapidarios a cualquier nivel. Consiste en identificarlos y registrar su localización y morfología.
El objetivo de este paso es identificar los signos de un edificio de forma única, completa e inequívoca.
La mayoría de los autores recurren a una ficha del tipo usada en este artículo, Pedro Encabo, CI. pág. 200, una plantilla estilo hoja de cálculo o notas en un cuaderno de campo, que incluyan:
- el signo (dibujo y/o imagen fotográfica).
- su ubicación (edificio, área, zona, hilada, sillar).
- su morfología (ancho, alto, grueso, profundidad, perfil e inclinación).

en un formato que facilite su análisis y asociarlos a la planta del edificio.

#### Identificación
Se observa una gran diversidad en los aspectos tipo, morfología y ubicación de los signos que puede atribuirse al uso de procesos artesanales en la construcción, al estado de conservación y operaciones de remodelado y restauración de los edificios a lo largo del tiempo. En cualquier caso, es necesario identificar:
- Su posición en las áreas y elementos del edificio (ábside, pórtico, paramentos, columnas, bóveda, etc.).
- Cada signo de forma única mediante su posición en el área, zona, hilada y sillar.
- Su morfología (ángulo, perfil, tamaño, profundidad y posición del signo respecto a la vertical).

En el caso de las marcas especiales, no solo basarse en ¡Aleluya lo encontré!, además:
- Estudiar su diseño, morfología y frecuencia (número de veces que aparece).
- Verificar su ubicación en zonas significativas del edificio (pórtico, columnas, canecillos, etc.).
- Identificarla dentro de las matrices de marcas del edificio y redes fundamentales según indicado por F. Rhiza o usando el método descrito por N. Pavón en la catedral de Burgos, págs.359-378.Incluir los dibujos y tomas fotográficas necesarias.

El testimonio gráfico resulta esencial para el estudio de las marcas de cantero.
Existen sofisticados aparatos láser 3D portátiles como «Artec Eva». y «Space Spider». (enlace roto disponible en Internet Archive; véase el historial, la primera versión y la última)., usados en arqueología (arte y restauración) para identificar perfiles, que pueden escanear las marcas y precisar su perfil usando software CAD; tienen a su favor la precisión y en contra el precio y uso especializado.
El dibujo, raspado sobre papel o fotografía, resultan asequibles:

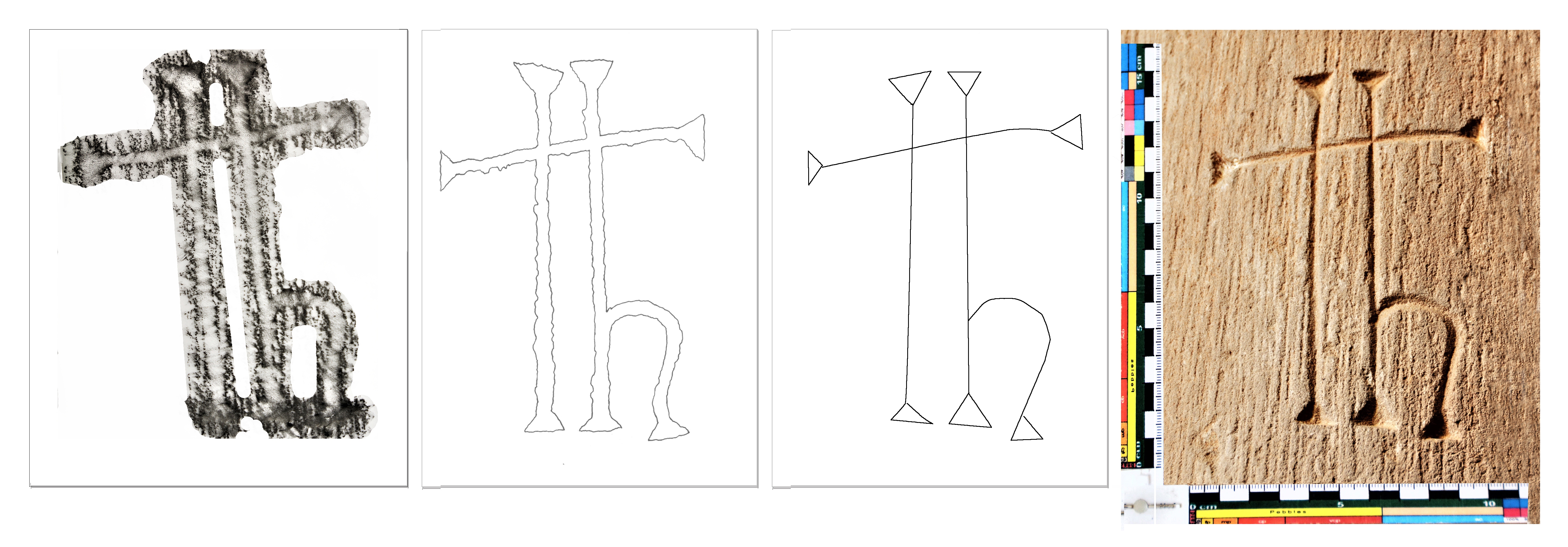
Raspado, calco, dibujo y fotografía de marca de cantero.

- El raspado y calco, mediante un lápiz de mina gruesa y blanda, proporciona la máxima fidelidad de proporciones para el estudio de casos específicos. Es una técnica laboriosa que se aplica en casos muy concretos.
- Dibujo. Aunque los dibujos de los signos no garantizan que hayan sido reproducidas con fidelidad, mucha bibliografía sobre el tema se apoya en este método.
- La fotografía resulta un medio muy recomendable por su rapidez, que además permite analizar aspectos como: el trazo, indicativo de la herramienta empleada; su estado de conservación, para evaluar las posibles causas de las imperfecciones en los trazados; el tipo y la calidad de la pieza arquitectónica donde se encuentran grabados y la destreza del cantero.

Las necesidades de material y técnica fotográfica no son excesivamente especializadas, una cámara de tipo medio/alto resulta suficiente.
Conviene considerar los siguientes puntos:
- Siempre que sea posible, realizar tomas cercanas, entre 50 cm. y 1 m., sin abusar del zoom, desde un plano frontal y paralelo a la marca para captar detalles y evitar deformaciones.
- En caso de signos situados en zonas elevadas o difícilmente accesibles, se recomienda captar el sillar completo, lo que facilitará recuperar las proporciones del signo.
- El trípode o monopie, aunque recomendables para casos de alta calidad, resultan poco prácticos salvo casos muy concretos.
- Considerar la posición del sol o iluminación; al tratarse de trazos grabados en paredes verticales, el ángulo de incidencia de la luz varía enormemente su apreciación. Trazos difícilmente visibles por la mañana, resultan perfectamente resaltados a mediodía o por la tarde y viceversa.
- En interiores poco iluminados, caso frecuente, el uso del flash de la cámara no es una buena solución, se logran mejores resultados haciendo las tomas sin flash con la ayuda de una linterna incandescente que proporciona una iluminación de tono cálido y agradable similar al de la piedra. Alternativamente, usar una linterna led con ajuste de foco o la del teléfono móvil. En cualquier caso alejarla de la marca y buscar el ángulo de iluminación más favorable.
- No despreciar el uso de una escalera; arrodillarse o tirarse en el suelo y unos prismáticos pequeños pueden marcar la diferencia en muchos casos.

#### Ubicación

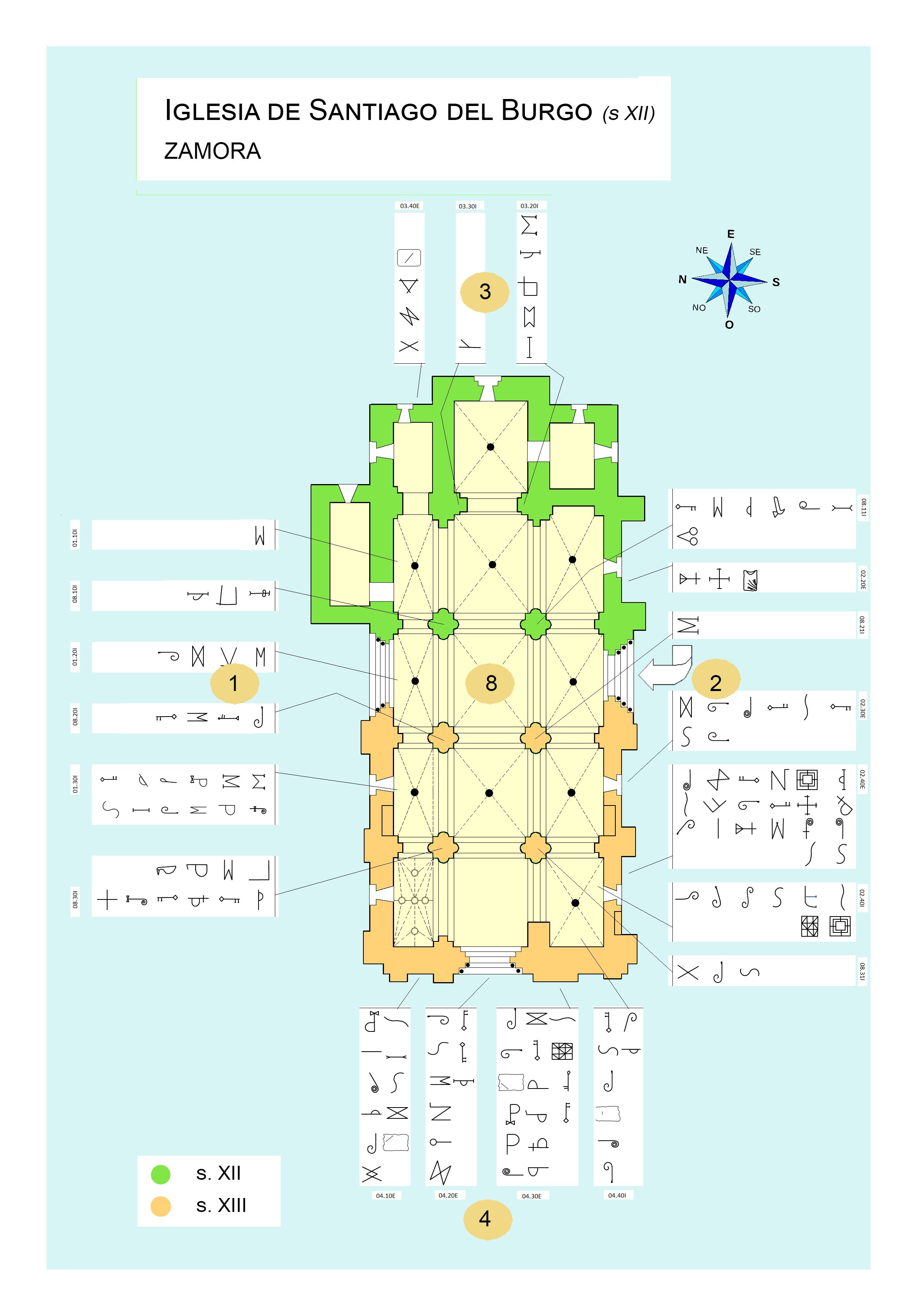
Planta de una iglesia con marcas de cantero y claves de su situación por área y zona.
1 Fachada norte, 2 Fachada sur, 3 Fachada este, 4 Fachada oeste,
5 Torre, 6 Galería porticada, 7 Crucero, 8 Nave central, 9 Nave evangelio, 10 Nave epístola, etc.

Los signos aparecen en cualquier área del interior o exterior de edificios civiles y religiosos, aunque con mayor asiduidad en el ábside y pórticos de los templos cristianos, quizás debido al uso de materiales de mejor calidad y menor número de reformas. Habitualmente están situados en una posición próxima al centro del sillar, salvo las conocidas como marcas de posición y ensamblado que se localizan en zonas específicas del sillar.

Caso a destacar, lo constituyen las iglesias monásticas cistercienses donde suelen estar repartidos por todo el edificio con gran frecuencia y regularidad.
Los estudios pormenorizados de edificios, recurren a situar los signos mediante descripción textual de su ubicación, Pavón, N. pág. 278 o referencias codificadas de las zonas, Kieslinger, pág 25 y Martínez Prades, J.A., pág. 41. Cada vez más autores utilizan este segundo método, que facilita su uso en hojas de cálculo y bases de datos, aunque no existe unanimidad sobre los criterios de codificación.
Un método sencillo para ubicar los signos, consiste en usar la orientación geográfica y la secuencia de construcción más habitual de los edificios aplicadas a su planta numerando las áreas (fachadas) y zonas (tramos de nave, panda).
En la imagen adjunta, una identificación de área/zona del tipo 2FS20i se refiere a un signo de la fachada sur (2FS), situado en el interior del segundo tramo de la nave (20i).
En el caso de la hilada y sillar del signo, - h5s12 - se refiere a un signo situado en la hilada n.º 5, sillar n.º 12, comenzando de abajo-arriba en todos los casos y de izquierda a derecha o viceversa según se trate del interior o exterior del paramento.
| Área / Zona                                                 | Área / Zona                                                                       | Área / Zona            | Área / Zona                              | Hilada / sillar | Hilada / sillar |
| 2FS20i                                                      | 2FS20i                                                                            | 2FS20i                 | 2FS20i                                   | h5s12           | h5s12           |
| 2                                                           | FS                                                                                | 20                     | i                                        | h5              | s12             |
| Código de orientación geográfica sur 1=FN, 2=FS, 3=FE, 4=FO | Fachada sur FN, FS, FE, FO, NCen (Nave Central), TO (Torre), CLA (Claustro), etc. | Tramo 20 de la fachada | zona interior (i) / exterior(e) del muro | Hilada n.º 5    | Sillar n.º 12   |

Completando la toma de datos con la distribución, morfología y frecuencia (repeticiones) de cada signo, dispondremos de los datos necesarios para su estudio.

#### Inclinación
Un aspecto poco tratado por los investigadores es el ángulo que forman signos del tipo marca normal, particularmente trazos rectos, ángulos y flechas de diseño sencillo y algunos del tipo marca especial respecto a los ejes vertical y horizontal del sillar.
En el primer caso, marcas normales, aparte de la posición horizontal (0°) con orientación derecha o izquierda y vertical (90°) con orientación superior o inferior, explicables por el asentado del sillar en uno u otro sentido, muy frecuentemente se identifican marcas, habitualmente en la misma área del edificio, que forman ángulos muy aproximados a 15°, 30°, 45°, 60° y 75° con sus correspondientes ángulos simétricos y espejo respecto a dichos ejes.

Algunas teorías al respecto apuntan a que cada posición podría usarse para identificar distintos canteros de una misma logia que trabajan en el mismo edificio. Consultado, septiembre de 2013, una maestro tallista en piedra de Bujarrabal (Guadalajara), especializada en gárgolas y escudos nobiliarios, adelanta la hipótesis de un hábito de trabajo o deberse a la posición del cantero y tipo de herramienta usado para trabajar el sillar.
Para signos más complejos, F. Rziha recomienda considerar las proporciones y ángulo de los trazos de la marca para identificar la red fundamental y clave de la logia a la que pertenecía el maestro-compañero que la realizó.

### CLASIFICACIÓN
Esta fase también resulta familiar cuando el gusanillo de las marcas te ha picado y aumenta el número de imágenes disponibles. Su objetivo es agrupar los datos recopilados de forma accesible, ordenada y estructurada que facilite su estudio.

Un método de clasificación eficaz debe poder clasificar cualquier signo lapidario, independientemente de su morfología (variantes morfológicas &thinsp, complejidad   y posición  ).

Una forma sencilla y amigable de comprender las marcas de cantero y aproximación a esta etapa es identificar:

- Función, uso y significado simbólico en la Edad Media: Identificación personal o colectiva, trabajos generales de la cantería (herramientas, extracción, sillares labrados, ensamblado, etc.).
- Tipo. Clasificandolas por tipologías.
- Morfología. Relacionandola con los métodos y organización de la construcción en esa época.
- Nombre. Asignánles un nombre familiar, fácilmente reconocible y lo más general posible (martillo, estrella, flecha, número 8, letra Alfa, etc.).

#### Función
Los signos pueden relacionarse con las funciones de las categorías existentes en el gremio de canteros y el uso atribuido a viajeros, peregrinos, etc. de la época, considerando su morfología y simbólismo  .
Por su función, pueden agruparse en las siguientes clases:

- Identificación. Firmas personales, marcas especiales e inscripciones.
- Ejecución. Signos relacionados con la construcción y el trabajo con la piedra.
- Comunicación. Ideas, mensajes, creencias, inscripciones, etc..

##### Identificación
Agrupa los tipos firmas personales, marcas especiales e inscripciones.

- Firmas del Maestro responsable de la obra, marca personal e inscripciones del tipo "Me Fecit....".
- Marcas de los comitentes o donantes de algún sillar, columna o parte de la obra.

##### Ejecución
Está constituida por signos relacionados con la construcción y el trabajo con la piedra.
Son las más habituales y numerosas; grabadas a lo largo de la construcción, remodelación o restauración del edificio, se pueden asociar a: Extracción del material, diseño y construcción del edificio.

- Diseños y esquemas del edificio, como planos, secciones de basas, rosetones y partes importantes de la obra, usadas tanto por los Maestros (diseño), como por los canteros especialistas (ejecución de elementos).
- Marcas de la cantera de procedencia del material: Orientan sobre la mejor posición de uso del bloque.
- Marcas de realización: Identifican cada obrero o logia local. Eran usadas para identificar el volumen de trabajo realizado.
- Marcas de ajuste y posición: Grabadas durante la labra final para indicar la posición del sillar.
- Marcas de ensamblado: Como las realizadas en la basa y los anillos del fuste de las columnas para montarlas en la obra.
- Marcas de restauración modernas: Habitualmente R, Z o la de J.C. Torbado, un lazo con una letra.

##### Comunicación
Agrupa signos y símbolos que representan ideas, creencias, mensajes, etc. de la clase ideogramas.

- Bocetos y dibujos del edificio: fachada, planta, rosetones, etc.
- Símbolos del estado social o profesión del trabajador como herramientas, armas, útiles de artesanía, barcos, etc.
- Símbolos litúrgicos y de devoción: Signos y símbolos de grupos religiosos y sectas (cruces de consagración, monogramas, el pez o la cruz de los cristianos, sello de Salomón de los judíos, esvástica de los budistas, etc.).
- Marcas rituales. Runas, signos protectores, etc.
- Signos astronómicos (planetas) y astrológicos (zodiaco).
- Formas antropomorfas, vegetales y zoomorfas (jinetes, plantas y animales).
- Mensajes y avisos para viajeros del mismo gremio o logia, caballeros templarios, etc.
- Tableros de juegos medievales. (Alquerque, tres en raya, etc.).
- Relojes de sol y horologios.
- Laudas funerarias.

#### Tipología
Para facilitar el estudio de los signos lapidarios, Van Belle propone agruparlos según los tipos generales:

Letras, Cifras, Formas geométricas, Rectas, Curvas, Ideogramas, Otros.
Van Belle (C.I.R.G.)  

Relacionando las recomendaciones de F. Rziha   
y Van Belle &thinsp, se obtiene un catálogo tipología/morfología que aplicado al estudio de marcas de constructores en general, no solo de los maestros tallistas, proporciona pautas para clasificar e identificar logias, talleres y escuelas en diversos periodos artísticos y ámbitos geográficos, la relación entre ellas y sus métodos de trabajo.
     Clasificación (Clase / Familia / Nombre)
| Familia         | Nombre      | Ejemplo |
| --------------- | ----------- | ------- |
| Rectas          |             |         |
| Recta           | ᐠ           |         |
| Recta doble     | ‖ ≠ ǂ ‡     |         |
| Recta múltiple  | Ξ П Ш 1 ᖵ ᕼ |         |
| Ángulos         |             |         |
| Ángulo          | v ᗑ ᒣ Τ     |         |
| Ángulo doble    | ᕒ ʍ         |         |
| Ángulo múltiple |             |         |
| Aspas           |             |         |
| Aspa            | ᙭           |         |
| Aspa doble      |             |         |
| Aspa múltiple   |             |         |
| Estrellas       |             |         |
| Estrella 4p     |             |         |
| Estrella 6p     |             |         |
| Estrella 8p     |             |         |
| Flechas         |             |         |
| Flecha          | ← ↑ ↓ →     |         |
| Flecha doble    | ↔           |         |
| Otras flechas   |             |         |
| Familia        | Nombre                      | Ejemplo |
| -------------- | --------------------------- | ------- |
| Curvas         |                             |         |
| Curva          |                             |         |
| Curva doble    | ᗱ ᗴ ᔕ ᔑ ᔐ ౭                 |         |
| Curva múltiple |                             |         |
| Curvas mixtas  | ᑎ ᑌ ᕈ ᘂ ᘃ ᓓ ᕄ ᓓ ᕄ þ ᗜ ᗝ ᗨ þ |         |
| Otras curvas   |                             |         |
| Familia           | Nombre               | Ejemplo         |
| ----------------- | -------------------- | --------------- |
| Alfabeto gótico   | Letra A...Z          | ...             |
| Alfabeto griego   | Letra Alfa...Omega   | α Σ ... Ω       |
| Alfabeto latino   | Letra A...Z          | A...Z           |
| Alfabeto árabe    |                      | ٩ ... ب         |
| Alfabeto cirílico |                      | Ш ...           |
| Alfabeto rúnico   |                      |                 |
| Inscripciones     | ERA, ME FECIT, Lauda |                 |
| Números árabes    |                      | 1 ... ... ... 9 |
| Familia     | Nombre                        | Ejemplo |
| ----------- | ----------------------------- | ------- |
| Círculo     | Círculo                       |         |
| Triángulos  | Triángulo                     |         |
| Cuadrado    | Cuadrado                      |         |
| Espirales   | Espiral                       |         |
| Rectángulos | Rectángulo                    |         |
| Rombos      | Rombo                         |         |
| Polígonos   | Pentágono, Hexágono, Octógono |         |
| Familia                                                                    | Nombre                                                             | Ejemplo |
| -------------------------------------------------------------------------- | ------------------------------------------------------------------ | ------- |
| Árabes                                                                     | Media luna ...                                                     |         |
| Celtas                                                                     | Rueda solar                                                        |         |
| Cristianos                                                                 | Cruz, Crismón, Báculo, Cáliz, Llave, Monograma, Vesica piscis, ... | ᖗ ᖘ     |
| Hebreos                                                                    | Estrella David, Salomón, Octograma                                 |         |
| Antropomorfos                                                              | Jinete, Músico, ...                                                |         |
| Fitomorfos                                                                 | Flor de Lis, Otros, ...                                            | ᙡ       |
| Zoomorfos                                                                  | León, Zorro, Chivo, Serpiente, ...                                 |         |
| Arquitectura                                                               | Diseño edificio, Columna, Bóveda, ...                              |         |
| Astronomía                                                                 | Otoño, ...                                                         |         |
| Zodiaco                                                                    | Aries, Capricornio, ...                                            |         |
| GREMIOS Y COMITENTES                                                       |                                                                    |         |
| CONSTRUCTORES Compás, Cincel, Báculo de Jacob, Mazo, Martillo, Pinzas, ... |                                                                    |         |
| HERREROS Tenazas, Cazos, ...                                               |                                                                    |         |
| CARPINTEROS                                                                |                                                                    |         |
| SOLDADOS Escudo, Arco, Ballesta, Espada, ...                               |                                                                    |         |
| SASTRES Tijeras, Regla, ..                                                 |                                                                    |         |
| VITICULTORES                                                               |                                                                    |         |
| ZAPATEROS                                                                  |                                                                    |         |
| Otros                                                                      |                                                                    |         |
| Familia    | Nombre   | Ejemplo |
| ---------- | -------- | ------- |
| Contadores | Contador |         |
| Familia                                                   | Nombre | Ejemplo |
| --------------------------------------------------------- | ------ | ------- |
| Pos. Sillar                                               |        |         |
| Pos. Sillar rectas                                        |        |         |
| Pos. Sillar ángulos                                       |        |         |
| Pos. Sillar aspas, escuadras, estrellas, flechas, zigzags |        |         |
| Pos. Sillar letras, números                               |        |         |
| Pos. Sillar figs. geoms.                                  |        |         |
| Pos. Sillar columna                                       |        |         |
| Pos. Sillar dovela                                        |        |         |
| Familia            | Nombre                 | Ejemplo |
| ------------------ | ---------------------- | ------- |
| Juegos medievales  | Alquerque Tres en raya |         |
| Relojes de sol     | Reloj canónigo         |         |
| Horologios         | Horologio              |         |
| Afiladeras         |                        |         |
| Marcas de Herrero  |                        |         |
| Marcas de Alfarero |                        |         |

#### Morfología
Por su morfología se identifican los tipos:

- Marca normal.
- Marca especial.
- Marca de posición de sillar y ensamblado.
- Ideograma.
- Grafiti.

##### Marca normal

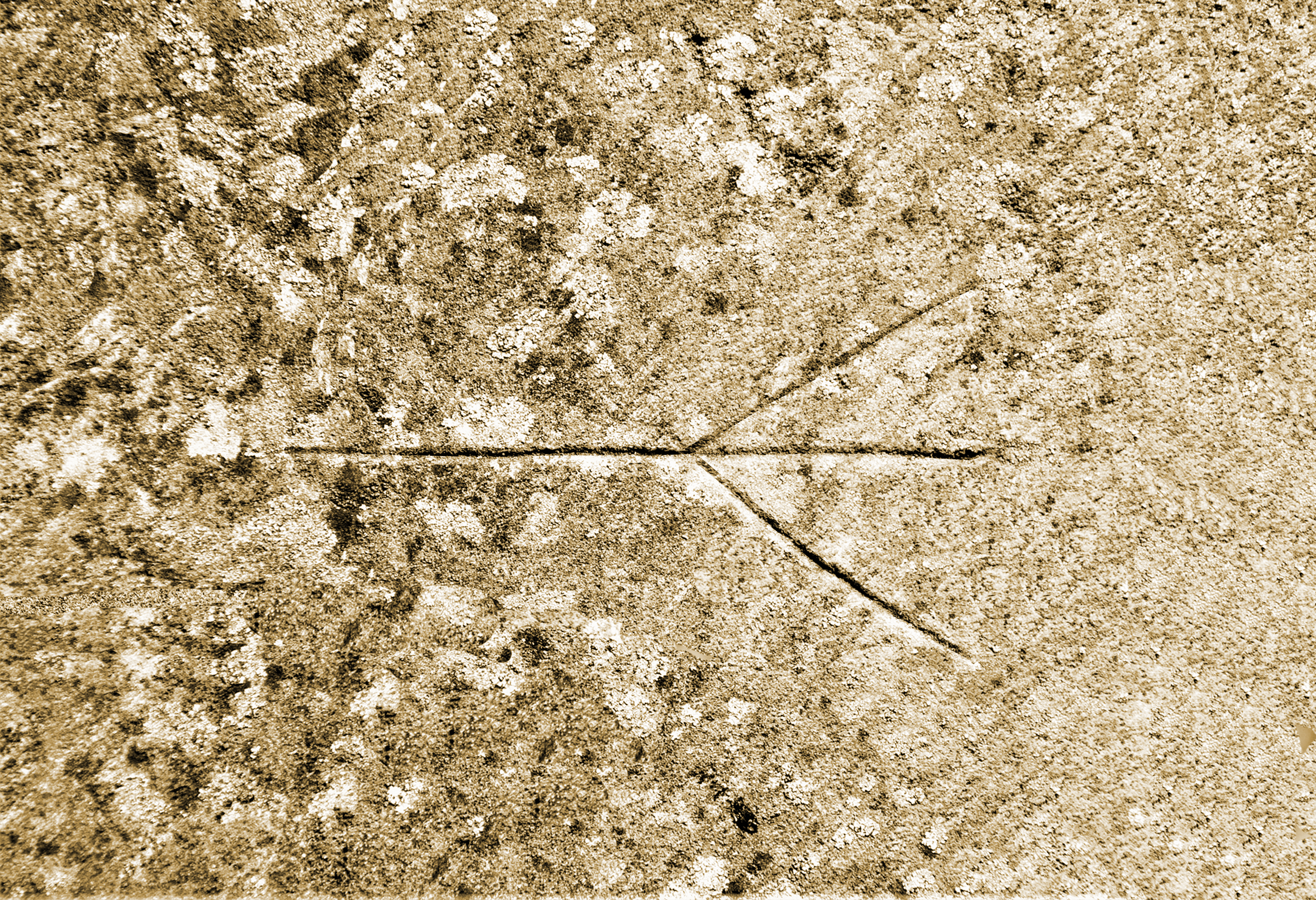
Marca de cantero.
Monasterio de Sª María.
Granja de Moreruela, (Zamora).

Son las más habituales, aparecen en mayor número y normalmente repetidas.
Su tamaño es bastante regular, habitualmente en torno a 5x7cm para las de época gótica, aunque varían en función del periodo histórico de su talla.
De diseño poco complejo, el perfil es regular y limpio, de trazo sencillo normalmente recto, el ancho y profundidad oscilan entre 2 y 3 mm., variables en función del estado de conservación del sillar. Las de mayor calidad destacan por un trazo muy regular y nítido, con frecuencia terminada en ángulos similares al serif en su parte inferior/superior o ambas, más habitual en la inferior.
Aparecen en cualquier parte del edificio, con mayor frecuencia en las fachadas este y sur, ubicadas en el centro del sillar, salvo las conocidas como marcas de posición y ensamblado.
Se utilizaban en los trabajos generales de la piedra, enmarcándose en la clase: Ejecución. Se atribuyen a los canteros locales y compañeros menos especializados.
Su morfología incluye los tipos: Trazos rectos, curvas, caracteres alfanuméricos y formas geométricas.
Dentro de este tipo hay un grupo de marcas que Hidalgo, S.
cataloga como marcas comunes, caracterizadas por:

- Diseño sencillo.
- La misma morfología, con pequeñas diferencias principalmente en tamaño.
- La misma o distinta inclinación.
- Aparecer en edificios de los siglos XI a XIV.

##### Marca especial

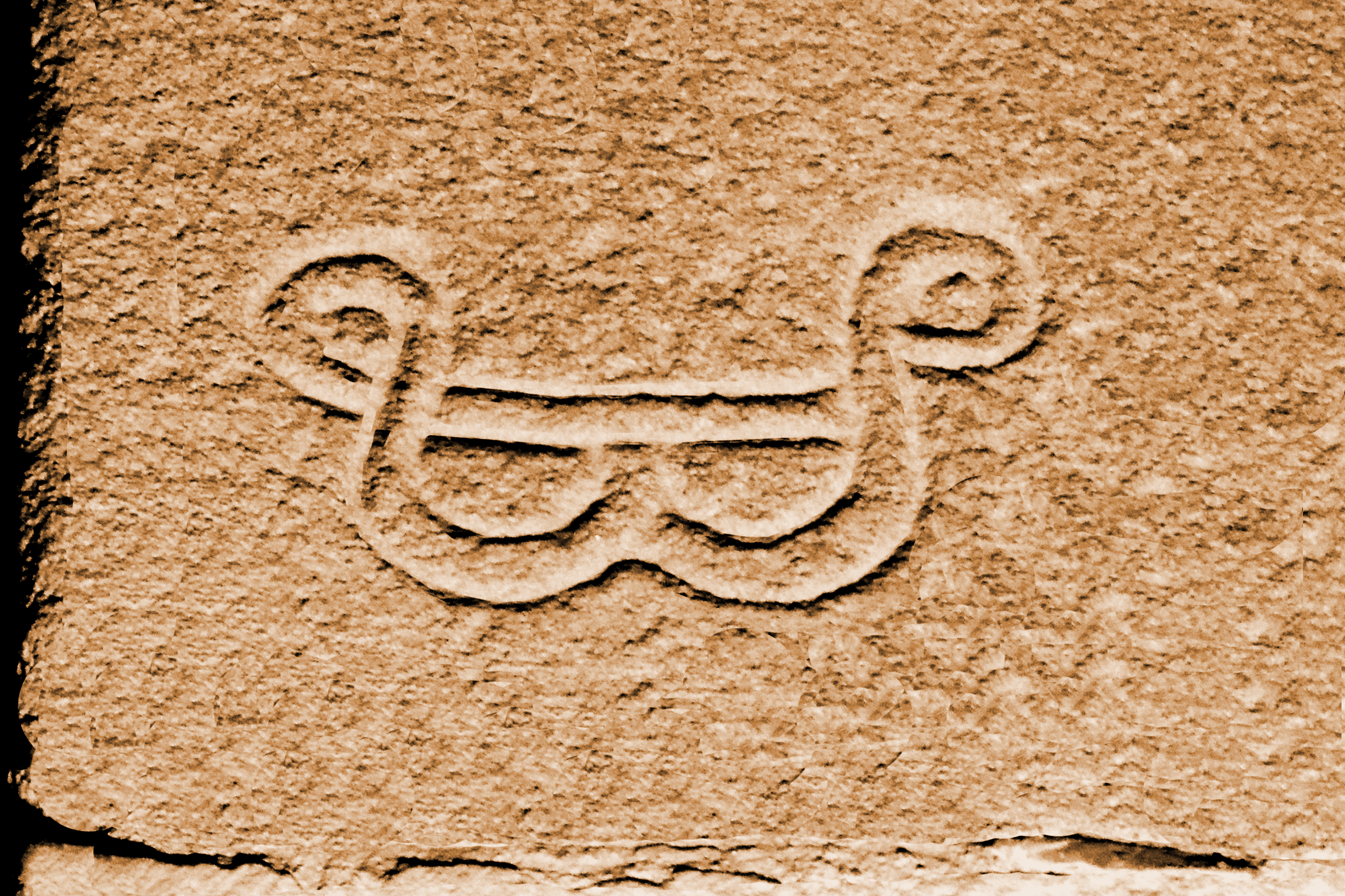
Marca de un maestro o logia.
Igl. de S. Juan del Mercado.
Benavente, (Zamora).

Dentro de las marcas de mayor calidad, las especiales, podríamos decir ibéricas, son signos que llaman la atención por su diseño sencillo, original, ejecución cuidada y estar ubicados en zonas especiales del templo. Se caracterizan por ser poco abundantes, una o dos marcas únicas, algunas veces repetidas en dos partes del edificio y estar situadas en zonas destacadas (pórtico, fachada principal, clave de bóveda, columnas, etc.).
Su perfil es muy cuidado y definido, de trazo nítido y mayor profundidad que las normales, suelen terminar en trépano, trazos inclinados o serif (lo habitual).

Una hipótesis sobre su función es que una marca de este tipo situada junto a una inscripción «Me Fecit…» puede indicar que se trata de la marca del Maestro cantero. Algunas teorías afirman que pueden ser mensajes secretos entre logias o avisos entre las órdenes de monjes-soldado de la época. Se las considera signos de identidad de maestro, maestro-compañero, logia principal, diseño del edificio, etc.
Se enmarcan en las clases: Identificación y Ejecución (Diseño). Su tipología es muy variada. Ejemplos son las cabezas de pájaro que se encuentran en Sta. Mª del Mercado en León, monasterio de Sahagún y San Miguel de la Escala en León herramientas como martillos y escuadras de proporciones específicas. Por su naturaleza poco usual, pueden utilizarse para relacionar los trabajos e itinerancia de una logia.

##### Posición de sillar y ensamblado

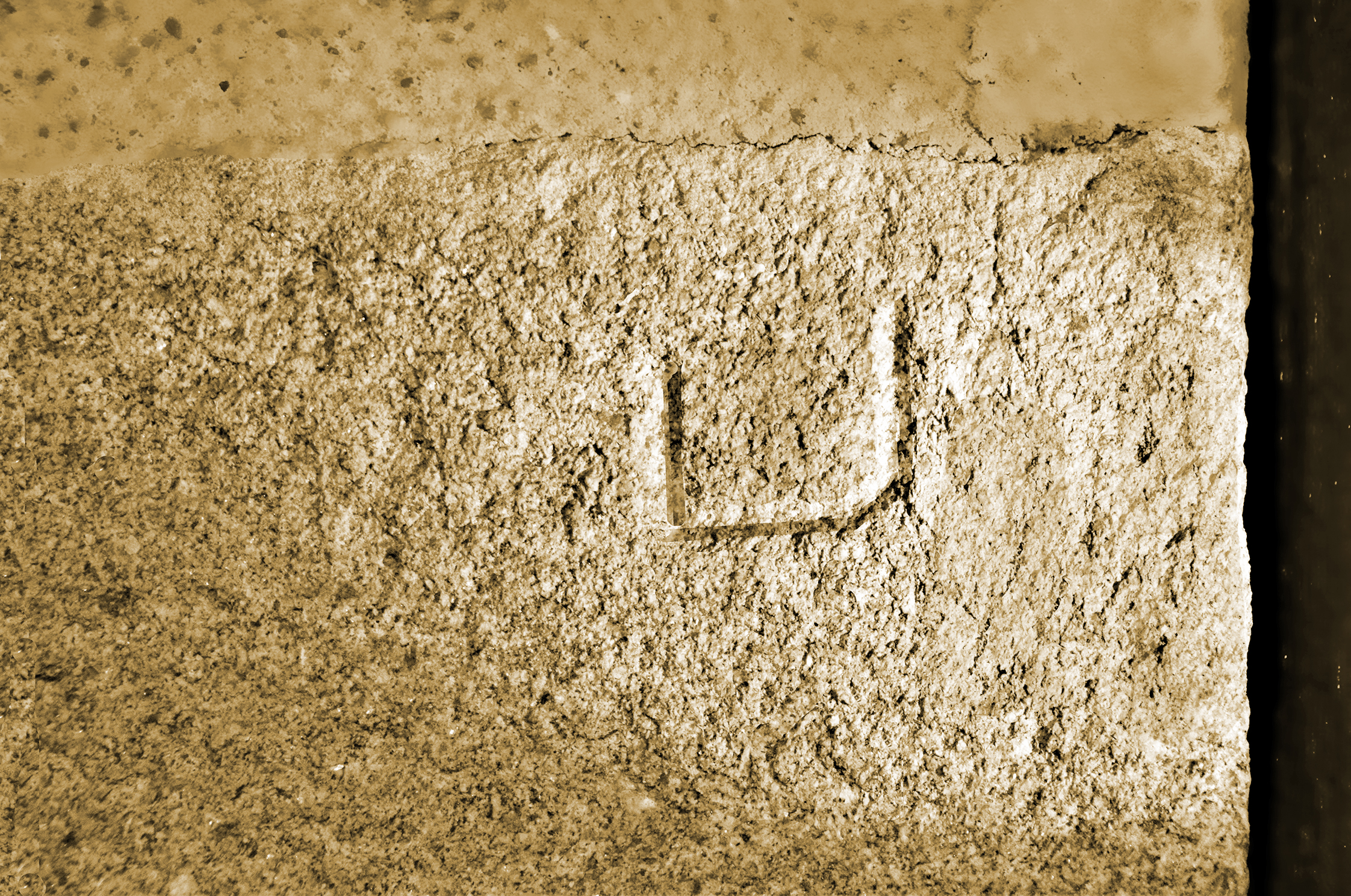
Posición de sillar.
Igl. de Nª Sª de la Asunción.
Fermoselle, (Zamora).

Son signos relativamente frecuentes. Muchos se han perdido debido a erosión, ubicación en cara oculta y limpieza o restauración posterior.
Su diseño es sencillo, habitualmente de trazos rectos. La morfología del signo, de menor tamaño, suele coincidir con las marcas de la zona donde está situada.

El perfil es nítido, de trazo más fino (1mm.) y menos profundo (0,5 mm.) de lo habitual.

Están situadas en o próximas a los ángulos del sillar. Algunos ejemplares de trazo recto, parten de uno de los ángulos pudiendo alcanzar el lado opuesto.
Las de trazo horizontal o vertical varían entre las de trazo largo (del ancho o alto del sillar) y corto (aprox. 7 cm.) normalmente se sitúan próximas a los lados; en contadas ocasiones se han identificado marcas de longitud igual al sillar situadas en su centro.
Se usaban para informar sobre la posición del sillar y ensamblado de columnas (un trazo recto vertical abarcando toda la columna). Son atribuibles al maestro-compañero.
Se asocian a la clase: Ejecución. Pertenecen al tipo: Trazos rectos y caracteres alfanuméricos.

##### Ideograma

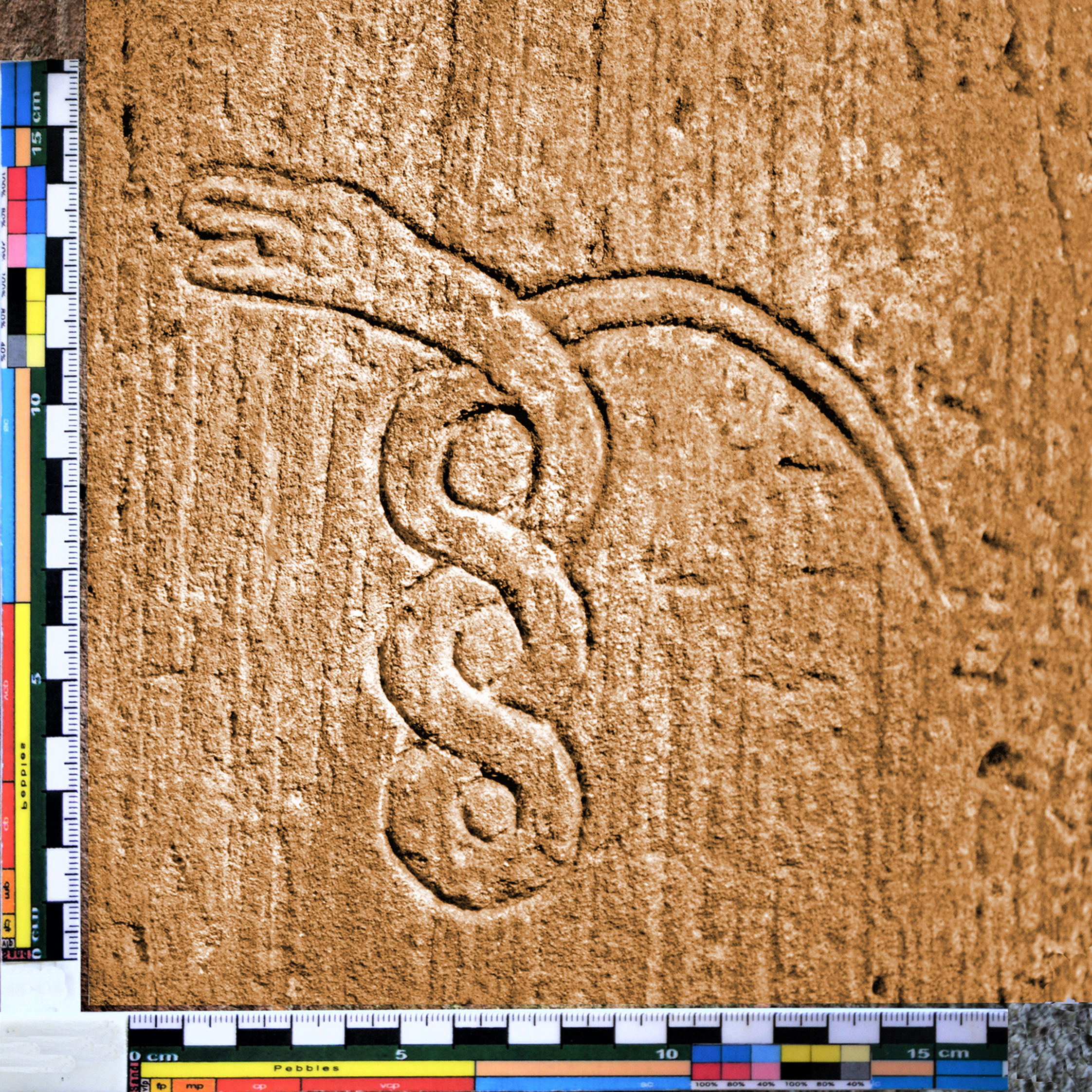
Ideograma zoomorfo.
Mon. de Sª María.
Granja de Moreruela, (Zamora).

Los ideogramas son signos que usando una grafía específica, tratan de comunicar ideas o mensajes mediante su significado simbólico religioso o profano (promotores, benefactores, etc.), presentan una morfología diferente a las marcas normales, con técnica depurada, trazo fino y tamaño adaptado a su propósito.
En el contexto de la gliptografía, suelen estar constituidos por signos fitomorfos o zoomorfos, bocetos de elementos del edificio como planta, fachada o rosetones, herramientas, barcos, signos de comitentes (zapatos, tijeras, etc.).

Simbolizan a los gremios de profesionales y artesanos, entre los que según criterios, se incluyen las marcas de las herramientas usadas por los canteros.

##### Marcas de trazado
Más complejos en sus diseños que las marcas de cantero comunes, el tipo denominado marcas de trazado cuya finalidad era servir de apoyo durante la construcción, se caracterizan por incorporar en sus diseños principios geométricos notables. No pudieron ser realizadas por canteros que solo se dedicaban a escuadrar y pulir sillares o por asentadores encargados de colocar los sillares en su lugar, para quienes sutilezas tales como, por ejemplo, la razón de las proporciones de la nave, eran cuestiones completamente ajenas a su trabajo.
 
Se utilizaban para comunicar ideas y mensajes. Son atribuibles a los maestros y maestros-compañeros.
Se enmarcan en las clases: Comunicación (ideas o mensajes) y Ejecución (bocetos de elementos del edificio).

##### Grafiti

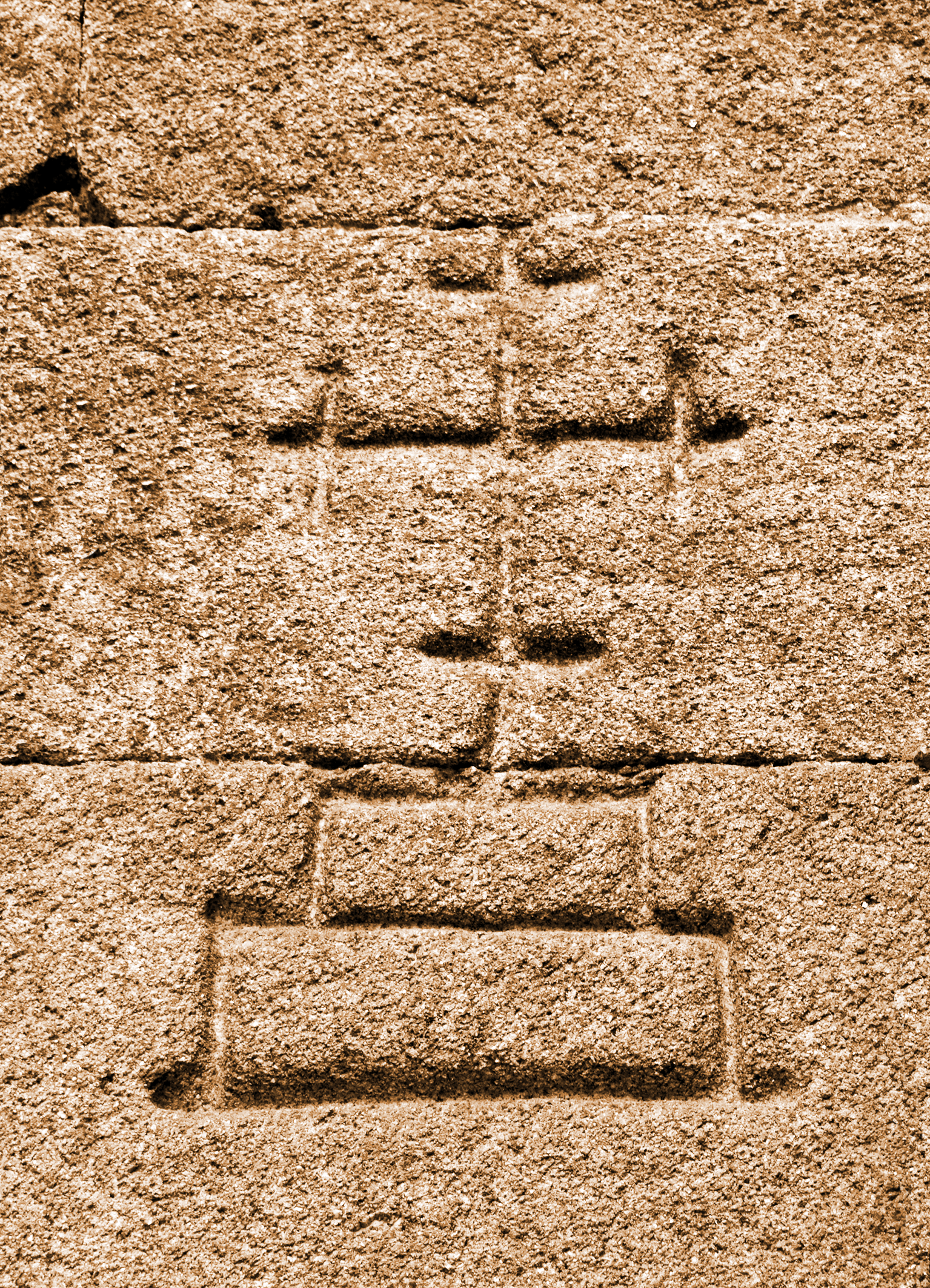
Cruz de calvario.
Igl. de Nª Sª de la Asunción.
Fermoselle, (Zamora).

Los grafitis, según define RAE: Escrito o dibujo hecho a mano por los antiguos en los monumentos, son habituales aunque poco abundantes, normalmente uno o dos en cada templo.

En el entorno de la gliptografía se les identifica como signos con morfología especial y perfil normalmente rústico, grabados por viajeros, devotos, presos, etc. en general no expertos en cantería, que expresan estados de ánimo o social mediante su simbolismo.

Presentan una morfología diferente a las marcas normales. Se caracterizan por ser de mayor tamaño, en torno a 20 cm de alto por 10 de ancho o mayores, perfil habitualmente irregular y trazo poco nítido, más ancho (3-5 mm) y menos profundo (1-2 mm); salvo algunas cruces de calvario.

Con preferencia aparecen en el exterior del ábside y en el pórtico, normalmente entre 1,5 y 2 m del suelo, ubicados en el centro del sillar o elemento constructivo, columna del pórtico, etc. En algunos casos especiales, llegan a ocupar más de un elemento.

Se utilizaban para comunicar ideas y mensajes.

Habitualmente representan cruces y monogramas cristianos, formas zoomorfas, fitomorfas, jinetes, barcos, etc. Son atribuibles a canteros locales, viajeros y presos. Se enmarcan en la clase:
Comunicación (ideas o mensajes).

#### Nomenclatura
No existe unanimidad ni acuerdo sobre la denominación de los signos; la tendencia general es utilizar los nombres con los que conocemos cada forma actualmente basándose en su morfología (letra A, omega, número 8, estrella, triángulo, etc.).
Algunos autores, para mejorar la identificación de signos de la misma familia con variantes morfológicas,

<< … une étude sémiologique des marques avec une classification systématique des variantes de chaque motif.
... permettrait de quantifier le travail des constructeurs romans lors de certaines étapes de la construction. … >>
<< … un estudio semiológico de marcas con una clasificación sistemática de variantes (morfológicas) de cada signo patrón.
… permitiría cuantificar el trabajo de los constructores románicos durante ciertas etapas de construcción. … >>
Huang, Lei.  C.I.R.G. Actas Congreso XIX Colmar (Francia), pág. 21  

utilizan su geometría (ángulo de trazos) y morfología, calificando su nombre con:

- el grupo. 
- la variante morfológica, según su complejidad morfológica,.
- la variante posicional,.

resultando nombres de signo del tipo: Ángulo doble 45 g2 v4 i0, que identifica un signo clasificado como:
| Ángulo doble 45 g2 v4 i0 |                        |
| Tipología                |                        |
| Familia                  | 1. Rectas              |
| Morfología               |                        |
| Nombre                   | Ángulo doble 45        |
| Grupo (g)                | 2 (posición de trazos) |
| Variante (v)             | 4 (nº trazos)          |
| Inclinación (i)          | 0º (vertical ±90º)     |

| Área / Zona                                                 | Área / Zona                                                                       | Área / Zona            | Área / Zona                              | Hilada / sillar | Hilada / sillar |
| 2FS20i                                                      | 2FS20i                                                                            | 2FS20i                 | 2FS20i                                   | h5s12           | h5s12           |
| 2                                                           | FS                                                                                | 20                     | i                                        | h5              | s12             |
| Código de orientación geográfica sur 1=FN, 2=FS, 3=FE, 4=FO | Fachada sur FN, FS, FE, FO, NCen (Nave Central), TO (Torre), CLA (Claustro), etc. | Tramo 20 de la fachada | Zona interior (i) / exterior(e) del muro | Hilada n.º 5    | Sillar n.º 12   |

Ejemplos típicos de grupo de clasificación, considerando el diseño de marcas dentro de una cuadrícula de tres o cuatro unidades, método similar al usado en el diseño de fuentes tipográficas, directamente relacionado con el procedimiento (división) de la geometria fabrorum utilizado en la obtención de las redes fundamentales y matrices.

Ejplo. de nomenclatura de grupo (g1 .. gn) de signos lapidarios.
- Ángulo doble 45 g1 ... g4
- Curva mixta g1 ... g3

El análisis del edificio mejora notablemente al disponer de la ubicación de los signos: Área, Zona, Hilada, Sillar, usando la orientación geográfica de las zonas y la numeración de las áreas y zonas (tramos de naves) según la secuencia de construcción más habitual de los edificios.

Una identificación de área/zona del tipo - 2FS20i - se refiere a un signo de la fachada sur - 2FS -, situado en el interior del segundo tramo de la nave - 20i -.

En el caso de la hilada y sillar del signo, - h5s12 - se refiere a un signo situado en la hilada n.º 5, sillar n.º 12, comenzando de abajo-arriba en todos los casos y de izquierda a derecha o viceversa según se trate del interior o exterior del paramento.

### ANÁLISIS
El análisis de las marcas de cantero mejora la documentación de edificios históricos aportando información relativa a su proceso de construcción. Cada vez más estudios de edificios incluyen documentación de marcas de cantero junto a publicaciones bibliográficas, la estratigrafía arqueológica y otras técnicas de investigación, como ayuda para su datación. Entre otros:

<<... para situar la finalización de los trabajos del cimborrio ha de recurrirse a las marcas de cantero ...>>
Pedrero Encabo, CI. págs. 207 y 270.

<<... Marcas de cantero en la catedral de Burgos ...>>

Pavón, N.   pags. 359-378

<<... las marcas de cantero como indicador cronológico y socio-productivo en la historia de la construcción ...>>

Murillo, JL y Utrero, MA.   pags. 109-111

Pasa ser válido desde un punto de vista científico, el análisis de los signos lapidarios debe realizarse mediante un método que permita la sistematización y mecanización y utilice los criterios científicos falsabilidad, reproducibilidad y repetibilidad que permiten verificar su validez; por ejemplo, manejando muestras de signos auténticos a los que se apliquen los criterios propuestos por F. Rziha para evaluarlos y clasificarlos según las figuras-madre básicas y clave de las redes fundamentales, que abordan la cronología de los signos basada en su evolución morfológica y geometría.

#### Morfología de las marcas de cantero
La cronología de los signos lapidarios, desde el punto de vista de su morfología, puede determinarse entre otras formas basándose en los siguientes criterios:

<<... Su morfología evoluciona desde trazos simples hacia formas más complejas y sofisticadas, a medida que lo hacen las formas arquitectónicas:
- Líneas rectas sencillas que evolucionan hacia signos de varios trazos.
- Signos sencillos formados por líneas simples, rectas y/o curvas de un solo radio, que evolucionan a signos con curvas de varios radios. ...>>

<<... Las marcas se pueden agrupar según el criterio:
- Signos con el mismo ángulo y una estructura simétrica respecto a un centro común. ...>>

<<... Estas conclusiones permiten constatar que el origen elemental de las marcas está constituido por:
- el círculo, el cuadrado y el triángulo. ...>>

<<... y definir cuatro redes básicas:
- Cuadrática o red Ad quadratum.
- Triangular o red Ad triangulum.
- Tetralobulada, evolución de la cuadrática.
- Trilobulada, evolución de la triangular. ...>>

Rziha, F.   págs. 45 y 47

#### Geometría de las marcas de cantero
Al igual que el estudio de la morfología de las marcas de cantero, el análisis pormenorizado de la evolución de la geometría de los signos, también aporta datos que permiten establecer su cronología.
- Extracto de: Geometría, Redes y Matrices de clasificación de las marcas de cantero.

Fank Rziha en 1880 estudió la morfología de un conjunto de 9000 signos diversos, observando que muestran similitudes y peculiaridades comunes que sugiere pertenecen a grupos de una misma familia. Analizando su geometría, obtuvo cuatro características comunes que definió como geometría auténtica de las marcas: 
| Geometría auténtica de las marcas - Presencia de ángulos específicos. - Proporcionalidad de trazos. - Dimensiones equivalentes de líneas. - Disposición simétrica del signo respecto a un punto interior. Rziha, F. p. 47 |

El estudio de estos procedimientos gráficos y de la complejidad morfológica   de los signos, llevó a Rziha a las siguientes conclusiones:

<<... la morfología (de los signos lapidarios) evoluciona desde trazos simples hacia formas más complejas y sofisticadas, a medida que lo hacen las formas arquitectónicas: ...>>
- Signos formados por líneas rectas simples que evolucionan hacia signos con trazos más complejos.
- Signos formados por líneas rectas y/o curvas de un solo radio que evolucionan hacía signos con curvas de varios radios.

<<... Las marcas se pueden agrupar según los criterios: ...>>
- Signos con el mismo ángulo y una estructura simétrica respecto a un centro común.

<<... Estas conclusiones permiten constatar que el origen elemental de las marcas está constituido por: ...>>
- el círculo, el cuadrado y el triángulo.

<<... y definir cuatro figuras generales: ...>>
- Cuadrática o red Ad quadratum.
- Triangular o red Ad triangulum.
- Tetralobulada, evolución de la cuadrática.
- Trilobulada, evolución de la triangular.

Rziha, F.   pp. 47-53

#### Cronología
F. Rziha, en su estudio sobre la corporación de la Bauhütten &thinsp, indica:

«... Las diferencias morfológicas entre marcas de distintos periodos artísticos, permite identificar la fecha en que fueron construidos los edificios. ...»
F. Rziha, pág. 37

Algunos ejemplos significativos del uso de la cronología de las marcas para contrastar la cronología de edificios históricos obtenida por otros medios de investigación:

<... evolución de las marcas de cantero que van apareciendo en sus fábricas ...>
Pedrero Encabo, CI.   págs. 88,89

Aspectos cronológicos, geométricos e indicaciones de tipo práctico de uso de las marcas de cantero para estudiar un templo apuntando consideraciones sobre logias, maestros canteros y su relación entre edificios de la misma zona y época.

<... la representación de las marcas en un plano de alzado sirve para cotejar la información del trabajo de campo. ...>
Pedrero Encabo, CI.   Anexo. Aspectos cronológicos, págs. 244-259

La gliptografía asigna cronología a las marcas de cantero, basándose en su evolución morfológica y geométrica:

«... al avanzar las etapas históricas, evoluciona la morfología de los signos aumentando su complejidad morfológica ...»
Rziha, F.    págs. 45 y 47

| Periodo artístico      | Tipo edificio              | Tamaño (cm.)  | Perfil     | Ejemplos |
| ---------------------- | -------------------------- | ------------- | ---------- | -------- |
| Roma                   | Religioso                  | 30            | normal     |          |
| Roma                   | Civil o militar            | 30            | rústico    |          |
| Románico               | Religioso                  | 10 - 15       | normal     |          |
| Románico               | Civil o militar            | 30            | normal     |          |
| Románico de transición | Religioso, civil o militar | 8 - 10        | nítido     |          |
| Gótico                 | Religioso, civil o militar | 5 - 6         | nítido     |          |
| Gótico tardío          | Religioso, civil o militar | 1,5 - 3 4 - 6 | muy nítido |          |
| Renacimiento           | Religioso, civil o militar | 7 - 10        | nítido     |          |
| Barroco                | Religioso, civil o militar | 7 - 10        | nítido     |          |
| Moderno                | Religioso, civil o militar | 4 - 8         | muy nítido |          |

#### Informes
El objetivo de los informes de gliptografía de un edificio es, disponer de un corpus de signos del edificio en estudio documentados uniformemente de forma sistemática y detallada, que facilite a los investigadores sacar conclusiones de su análisis.
Como resultado de la recopilación y análisis de los signos lapidarios de una construcción, en la mayoría de los casos, los autores presentan un Catálogo de signos y Fichas de signos en formatos diversos obtenidos con criterios personales que dificultan obtener una visión general.

La gliptografía trata de estandarizar el tratamiento de los signos lapidarios mediante el uso de informes normalizados según criterios generales y metodología científica.
Ejemplos de los diversos tipos de informes pueden verse entre otros en:
- Martínez Prades, Los canteros medievales, págs. 41-44  [7] que proporciona una visión general de la gliptografía y comenta los informes:

- Planta.
- Catálogo.
- Gráficos de morfología y general de los signos.
- Gráficos de signos únicos y de canteros especialistas.
- Ficha de síntesis y de localización.
- Levantamiento parcial de bóveda.

- Pedrero Encabo, Toro y su Colegiata (2017),  [3] págs. 21, 248 Sánchez Zufiaurre, L. (2009) pág.82.

- Rosa y Sousa, Catálogo de signos lapidarios y Gliptografía de Guadalajara (2017)  [15]

Un listado de los informes habituales en gliptografía es:
- Planta del edificio con signos.
- Catálogo de signos.
- Fachada-signos.
- Maestros canteros (Signos especiales).
- Logias (Signos rectores).
- Densidad y frecuencia gliptográfica.
- Tipología.
- Morfología.
- Distribución de signos.
- Etapas constructivas.
- Ficha de signos destacados.

##### Planta

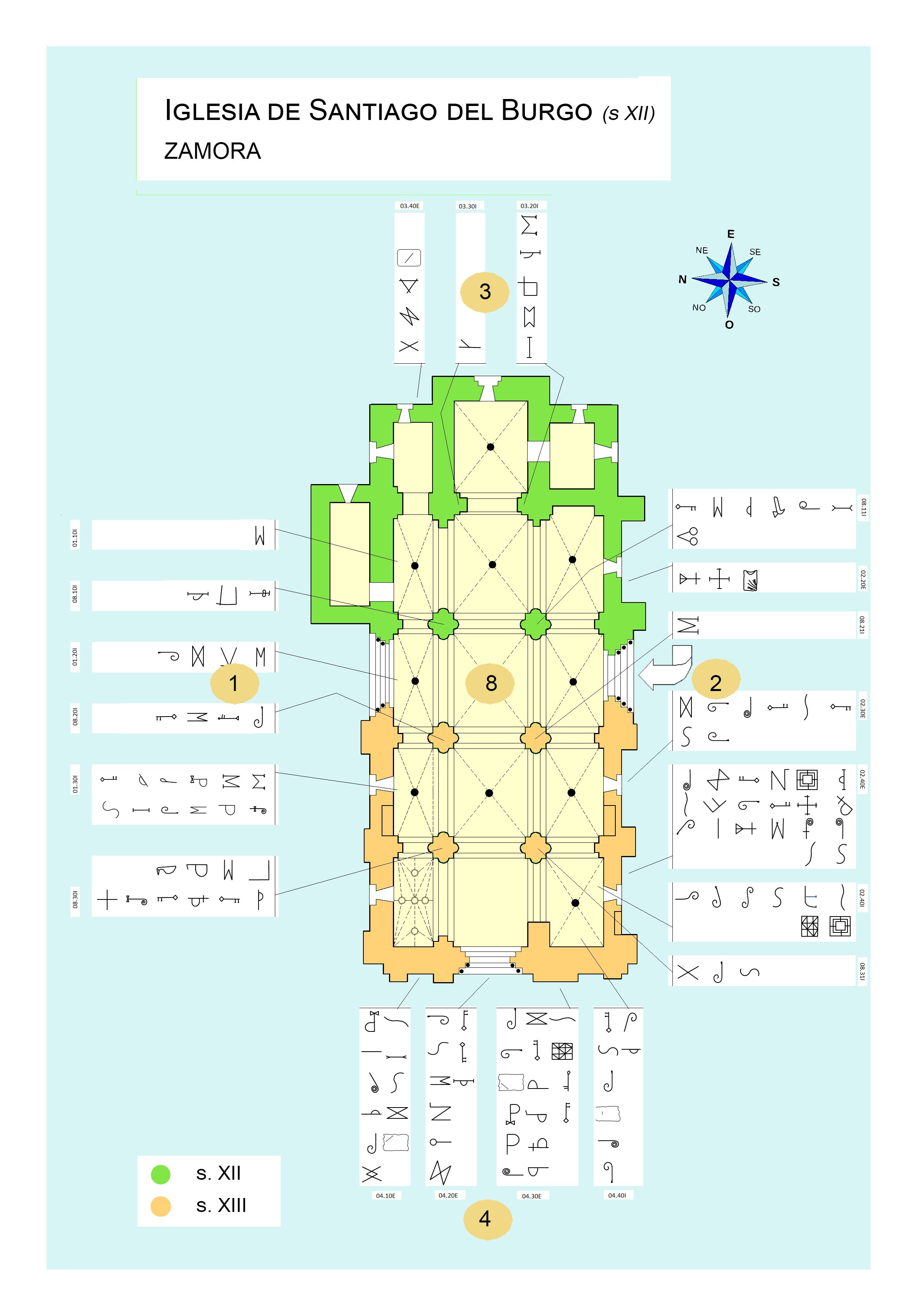
Planta de una iglesia con marcas de cantero y claves de su situación por área y zona.

Facilita la comparación de signos entre zonas del edificio; muestra su repetición y distribución indicando: 
- Las zonas y tramos donde se han identificado marcas de cantero.
- Las etapas constructivas indicadas en la bibliografía del edificio.

Los signos de las zonas interiores y exteriores identificadas se presentan en cuadros separados, identificados por su n.º clave (fachada.tramo-zona) con base en la orientación geográfica de la fachada y el informe de Morfología, permitiendo obtener detalles de cada signo:
- Ubicación (zona, tramo, hilada y sillar).
- Morfología (dimensiones del signo y perfil del trazo).
- Tipología (Clase, familia, nombre, grupo, variante e inclinación).
- Número total de signos documentados por zona y del edificio.

##### Catálogo
Proporciona un resumen de la tipología, morfología y frecuencia de signos en cada zona del edificio.
Como es habitual, este informe se presenta ordenado por:
- Zonas del edificio.
- Tipología.
- Nombre.
- Complejidad morfológica.

Facilita:
- La comparación de signos entre zonas del edificio en estudio y entre edificios.
- Obtener una aproximación a las etapas de construcción o restauración de las zonas del edificio en estudio.

Presenta los signos identificados en cada zona indicando su número de orden, la representación del signo no idealizada y el número de repeticiones, agrupando las variantes morfológicas y posicionales de cada signo en orden creciente de su tipología y complejidad morfológica según las recomendaciones de la gliptografía (ver Bibliografía: Van Belle (CIRG) y Martínez Prades, J.A. (2010) Los canteros medievales  ).

El nombre del signo permite relacionarlo con los informes:
- Tipología para obtener datos comparativos de frecuencia por zona, total de signos por tipología y % de repeticiones del signo respecto al total de signos documentados
- Morfología para consultar detalles de su diseño que facilite encuadrarles en una etapa constructiva, identificar el signo de forma unívoca, ubicación, simbología y el total de signos documentados de cada zona y del edificio.

##### Fachada-signos
La lectura e interpretación de las marcas de cantero de las unidades constructivas de un edificio es un complemento útil de los métodos de análisis de las unidades estratigráficas, murarías y de estilo utilizados en arqueología de la arquitectura para identificar y contrastar las etapas constructivas de un edificio.

Una vez identificados los talleres que trabajaron en un edificio mediante los medios clásicos de la arqueología de la arquitectura (comparando estilos), las marcas de cantero pueden ayudar a confirmarlos. Si no ha sido posible identificar talleres de un edificio mediante su estilo, un estudio comparativo similar de signos por unidades constructivas puede ayudar en esta fase. En este punto, la gliptografía propone el informe Signos Rectores, basado en la frecuencia de un signo por unidades constructivas.
Proporciona una visión global rápida de la ubicación, densidad gliptográfica y tipología de signos en cada fachada.
Sirve de apoyo en estudios de datación del edificio, facilitando la identificación de:
- Etapas constructivas e intervenciones.
- Modificaciones o reparaciones.
- Relación con otros edificios del entorno.

El análisis de las unidades estratigráficas y agrupaciones de marcas, facilita la identificación de las campañas constructivas del edificio.  

Adicionalmente, su generación permite verificar de forma rápida y eficaz la fiabilidad y consistencia de los datos obtenidos durante el trabajo de campo y tratamiento informático, en particular en los aspectos relacionados con ubicación y duplicidad de signos.

##### Maestros canteros (Signos especiales)
Informe resumen de los:
- Signos especiales, signos ubicados en sillares que precisan una especial habilidad en su talla.

Facilita:
- Identificar los maestros canteros que han trabajado en el edificio.
- Obtener conclusiones sobre la continuidad y homogeneidad constructiva de la zona o tramo del edificio en estudio.

##### Logias (Signos rectores)
Informe resumen de Signos rectores, signos cuya frecuencia de aparición supera la media de los signos documentados.

Representa los signos que se repiten con una frecuencia superior a la media en las distintas zonas del edificio.
Constituye la base para:
- Identificar las logias o grupos de canteros que han trabajado en el edificio.
- Obtener conclusiones sobre la continuidad y homogeneidad constructiva de la zona o tramo del edificio en estudio.
- Obtener conclusiones respecto al uso de los signos con base en su simbolismo religioso y profano, ubicación en zonas concretas del edificio o identificación de órdenes monásticas y clericales.

##### Densidad y frecuencia gliptográfica
Como indica su nombre, muestra mediante diagramas de barras:
- La densidad gliptográfica, número de sillares con signo respecto al total de sillares de la zona y densidad media general del edificio, considerando los vanos de cada zona.
- Frecuencia de signos en cada zona del edificio.

Se utiliza con diversos fines, Pedrero Encabo, CI.   págs. 78,79, facilitando identificar:
- Grupos de trabajo.
- Etapas constructivas del edificio.
- Modificaciones o intervenciones en paramentos del edificio.
- Verificar la homogeneidad de una unidad constructiva en estudio.

##### Tipología
Consiste en un listado detallado de los distintos tipos de signos, su ubicación y frecuencia por zonas del edificio.

Se presenta ordenado con base en los nombres y tipología y dentro de estos criterios, según: grupo, variante, complejidad morfológica e inclinación respecto a la vertical de cada signo.

Incluye el total de repeticiones de cada signo por zonas, número de tipologías por zona y el % de repeticiones de cada signo individual respecto al total de signos identificados. También muestra los signos rectores.

Facilita:
- Efectuar un análisis detallado de los signos por su morfología, distribución y frecuencia por zonas del edificio.

##### Morfología
Listado detallado de los signos de cada zona del edificio ordenado por zona, tramo, hilada y sillar.
Sirve de base para la generación de los informes del análisis gliptográfico desde un enfoque científico.
De cada signo, incluye datos completos y detallados de:
- Identificación (zona. hilada, sillar).
- Morfología (medidas y complejidad).
- Tipología (tipo, nombre, grupo, variante).
- Inclinación respecto a la vertical.
- Simbología.
- Perfil del trazo.
- Ubicación en zonas normales o especiales de la zona y tramo en estudio.
- El número total de signos documentados de la zona y del edificio.

que permiten su:
- Identificación unívoca.
- Trazabilidad.

##### Distribución de signos
Muestra la frecuencia de signos identificados y total de repeticiones, considerando las variantes morfológicas y posicionales de cada signo, agrupados por:
- Zonas del edificio.
- Tipología

Facilita:
- Identificar los tipos de símbolos de cada zona del edificio en estudio para identificar su función con base en su simbología religiosa o profana.

##### Etapas constructivas
Identifica las fases constructivas o de intervenciones del edificio con base en la frecuencia y morfología de los signos, considerando su tamaño y el perfil del trazo dejado por las herramientas con las que se han tallado.

Es de utilidad en arquitectura para verificar o contrastar la datación de la zona o tramo en estudio.

 

Ejemplos de los diversos tipos de informes pueden verse entre otros en:
- Wikimedia Commons alberga una categoría multimedia sobre Informes de gliptografía.

### Futuro de la gliptografía
- Utilizar medios mecanizados (bases de datos) que permitan analizar y comparar con eficacia, fiabilidad y facilidad los signos lapidarios.

- Disponer de un método general similar al método Matrix Harris para la reproducción gráfica y análisis de las U.E.M. (unidades estratigráficas murarías),[19] adaptado a los signos lapidarios que utilice técnicas de gliptografía para identificar, analizar y reproducir gráficamente unidades gliptográfica murarías aplicable a las construcciones históricas, basado en las marcas de cantero.